# Чубаров, Валерий Яковлевич
Валерий Яковлевич Чубаров (6 ноября 1950, Чалтырь — 18 ноября 2012, Ростов-на-Дону) — российский художник.

## Биография
Учился на худграфе Ростовского государственного педагогического института.
В становлении мировоззрения Валерия Чубарова как личности и живописца самое непосредственное участие принимали выдающиеся мастера донского искусства — Тимофей Теряев и Евгений Покидченко.
Входил в арт-группу «Чалтырь».
В 1993 году в Москве в Колонном зале Дома Союзов Тимофей Теряев и Валерий Чубаров представили культуру Юга России на международной ассамблее армянских диаспор мира.

## Работы находятся в собраниях
- Ростовский областной музей изобразительных искусств, Ростов-на-Дону.[2]

## Персональные выставки
- 1996 — «Валерий Чубаров». Ростовский областной музей изобразительных искусств, Ростов-на-Дону.[2]

## Избранные групповые выставки
- 1988 — «Однодневная выставка». ДК завода «Прибой», Таганрог.[3]
- 2011 — «Дело в шляпе». М-галерея, Ростов-на-Дону.[4]